# Idiocnemis obliterata
Idiocnemis obliterata är en trollsländeart som beskrevs av Maurits Anne Lieftinck 1932. Idiocnemis obliterata ingår i släktet Idiocnemis och familjen flodflicksländor. Inga underarter finns listade i Catalogue of Life.